# Mars 2018
Mars 2018 est le 3e mois de l'année 2018.

## Évènements
- 2 au 6 mars : le cyclone Dumazile frappe Madagascar et La Réunion ;
- 2 mars :
  - élection présidentielle en Arménie, Armen Sarkissian est élu ;
  - des attaques à Ouagadougou (Burkina Faso) font plusieurs morts[1] ;
  - 43e cérémonie des César à Paris (France).
- 3 mars : élections sénatoriales (en) au Pakistan.
- 4 mars :
  - élections législatives en Italie ;
  - élections législatives au Salvador ;
  - votations en Suisse ;
  - élections régionales en Carinthie (Autriche) ;
  - empoisonnement de Sergueï et Ioulia Skripal à Salisbury (Royaume-Uni) ;
  - 90e cérémonie des Oscars à Los Angeles (États-Unis).
- 7 mars :
  - élection présidentielle et élections législatives en Sierra Leone ;
  - l’Indien Balkrishna Vithaldas Doshi reçoit le prix Pritzker ;
  - Aung San Suu Kyi, chef du gouvernement birman, perd son prix du Musée de l'Holocauste de Washington à cause de son inaction et son absence de condamnation dans le nettoyage ethnique perpétré envers les Rohingyas par l'Armée birmane et des extrémistes bouddhistes en Birmanie[2].
- 8 mars : à l'occasion de la Journée internationale des droits des femmes, en Espagne une grande grève générale pour la parité des sexes et contre les violences machistes réunit presque 6 millions de manifestants[3].
- 9 au 18 mars : Jeux paralympiques d'hiver à Pyeongchang en Corée du Sud.
- 11 mars :
  - élections législatives en Colombie ;
  - élections législatives à Cuba ;
  - Sebastián Piñera devient président de la République du Chili pour la seconde fois.
- 13 mars :
  - élections législatives à Grenade ;
  - élection présidentielle au Népal, Bidya Devi Bhandari est réélue.
- 13 au 18 mars : Forum social mondial à Salvador de Bahia (Brésil).
- 14 mars :
  - le quatrième cabinet d'Angela Merkel entre en fonction en Allemagne, plus de cinq mois après les élections législatives ;
  - après que la justice a annulé un référendum sur un projet d'infrastructure, le président du gouvernement slovène Miro Cerar démissionne ;
  - le président des Philippines Rodrigo Duterte annonce le retrait des Philippines de la Cour pénale internationale.
- 15 mars : Peter Pellegrini est chargé de former le nouveau gouvernement slovaque après la démission de Robert Fico, consécutive à la crise qui suit l'assassinat de Ján Kuciak.
- 18 mars :
  - élection présidentielle en Russie, Vladimir Poutine est réélu ;
  - l'armée turque et l'Armée syrienne libre prennent Afrine aux Forces démocratiques syriennes.
- 19 mars : mort de Sudan, le dernier mâle rhinocéros blanc du Nord, dans la réserve d'Ol Pejeta au Kenya.
- 21 mars :
  - démission de Htin Kyaw, président de la République de Birmanie ;
  - un attentat-suicide à Kaboul (Afghanistan) fait au moins 29 morts[4] ;
  - référendum aux Pays-Bas ;
  - démission du président du Pérou Pedro Pablo Kuczynski à la suite d'un scandale de corruption ;
  - élections législatives à Antigua-et-Barbuda ;
  - Peter Pellegrini devient président du gouvernement de la Slovaquie.
- 23 mars : 
  - attentats à Carcassonne et Trèbes dans l'Aude (France) ;
  - meurtre de Mireille Knoll à Paris.
- 24 mars : Marche pour nos vies à Washington pour le contrôle des armes à feu aux États-Unis.
- 25 mars :
  - incendie du centre commercial Winter Cherry à Kemerovo en Russie ;
  - élections législatives au Turkménistan.
- 26 au 28 mars : élection présidentielle en Égypte, Abdel Fattah al-Sissi est reconduit à son poste.
- 31 mars : second tour de l'élection présidentielle en Sierra Leone, Julius Maada Bio est élu.